# Samsung Galaxy A42
Il Samsung Galaxy A42 (o Samsung Galaxy A42 5G), presentato in india con il nome di Samsung Galaxy M42 5G, è uno smartphone di fascia media prodotto da Samsung, facente parte della serie Samsung Galaxy A (M).

## Caratteristiche tecniche

### Hardware
Il Galaxy A42 è uno smartphone con form factor di tipo slate, le cui dimensioni sono di 164,4 × 75,9 × 8,6 mm e pesa 193 grammi.
Il dispositivo è dotato di connettività GSM, HSPA, LTE, 5G, di Wi-Fi 802.11 a/b/g/n/ac dual-band con supporto a Wi-Fi Direct e hotspot, di Bluetooth 5.0 con A2DP e LE, di GPS con A-GPS, BeiDou, GALILEO e GLONASS e di NFC. Ha una porta USB-C 2.0 e un ingresso per jack audio da 3,5 mm.
È dotato di schermo touchscreen capacitivo da 6,6 pollici di diagonale, di tipo S-AMOLED, angoli arrotondati e risoluzione HD+ 720 × 1600 pixel.
La batteria ai polimeri di litio da 5000 mAh non è removibile dall'utente. Supporta la ricarica rapida a 15 watt.
Il chipset è un Qualcomm Snapdragon 750G 5G (SM7225-2-AB) con CPU octa core (2 core a 2,2 GHz + 6 core a 1,8 GHz). La memoria interna di tipo UFS 2.1 è di 128 GB espandibili con microSD sino a 1 TB, mentre la RAM (di tipo LPDDR4X) è di 4, 6 o 8 GB (in base alla versione scelta).
La fotocamera posteriore ha un sensore principale da 48 megapixel, con apertura f/1.8, uno da 8 MP ultra-grandangolare, una da 5 MP di profondità e una da 5 MP per le macro, è dotata di autofocus PDAF, modalità HDR e flash LED, in grado di registrare al massimo video 4K a 30 fotogrammi al secondo, mentre la fotocamera anteriore è singola da 20 MP con registrazione video massimo in Full HD@30 fps e supporto HDR.
Il Galaxy M42 è simile al Galaxy A42, avendo solo piccole differenze: presenta 6/8 GB di RAM + 128 GB di ROM, pesa 190 g e monta nativamente Android 11 con One UI 3.1.

### Software
Galaxy A42: Il sistema operativo è Android, in versione Android 10. Ha l'interfaccia utente One UI in versione 2.5 (di serie).
A marzo 2021 riceve l'aggiornamento ad Android 11 con One UI 3.1.
A partire dalla fine di gennaio 2022, comincia a ricevere l'aggiornamento ad Android 12 con One UI 4.0, poi passata da marzo 2022 alla versione 4.1.
Galaxy M42: il sistema operativo è Android 11 con One UI 3.1.
Da fine marzo 2022 comincia a ricevere l'aggiornamento ad Android 12 con One UI 4.1.